# Legion Wyzwolenia Syberii

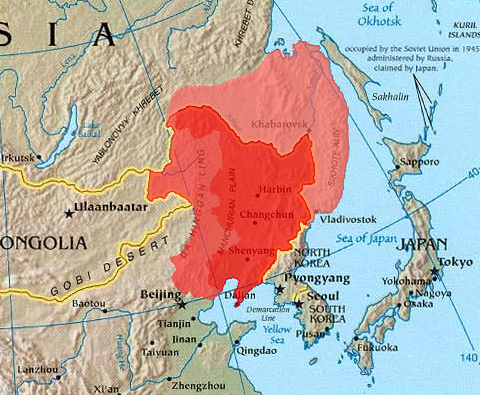
Mapa Mandżurii i Syberii Wschodniej - głównych obszarów działań wojskowych Legionu Wyzwolenia Syberii. Niedaleko Pekinu zaznaczono Tiencin, z pisownią Tianjin

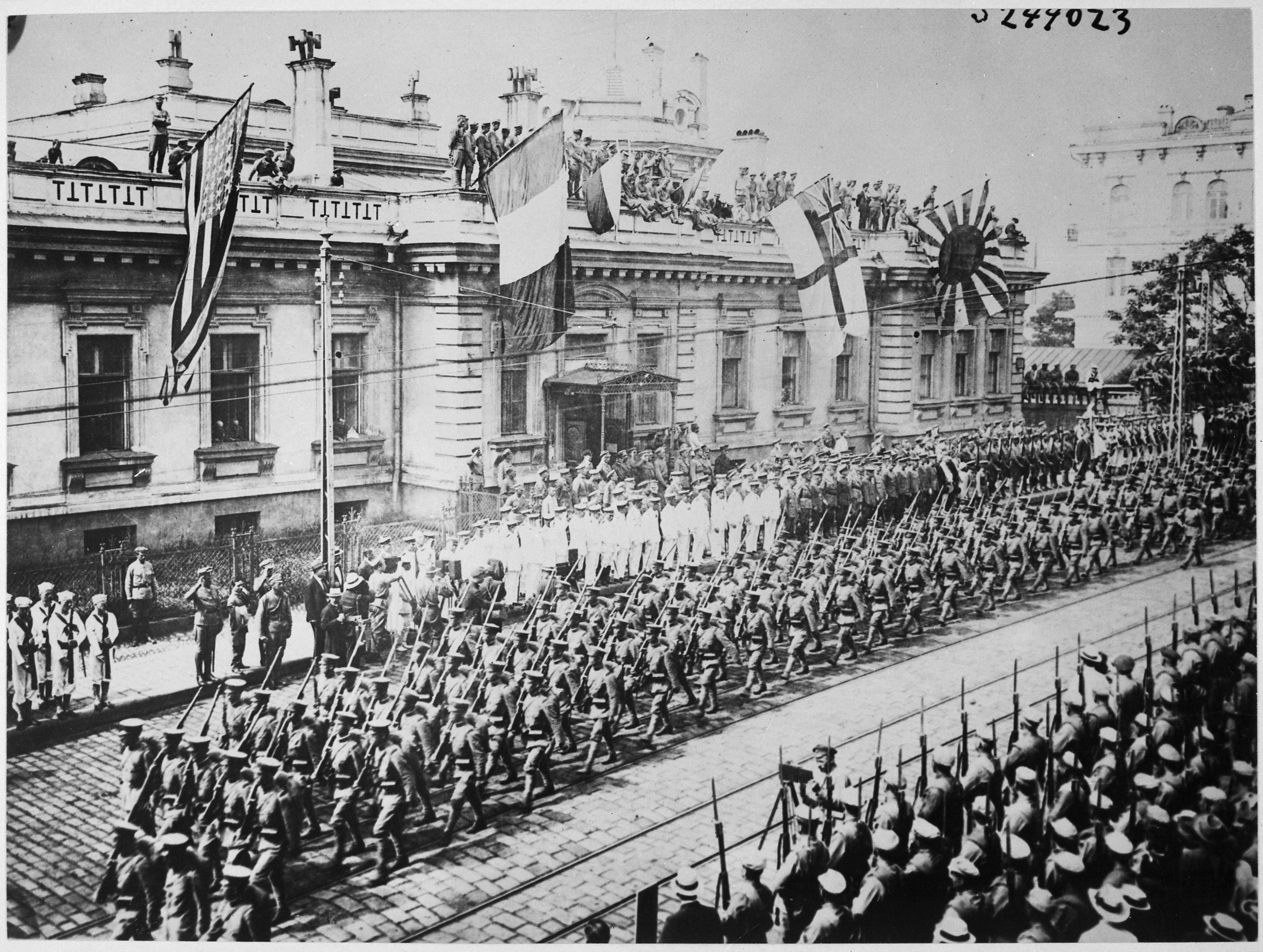
Parada wojsk alianckich we Władywostoku w 1918 roku. We wrześniu tego roku w mieście i jego okolicy znajdowały się następujące oddziały: 70000 Japończyków, 1400 Włochów, 5002 Amerykanów, 829 Anglików i 107 Francuzów

Legion Wyzwolenia Syberii (wł. Legione Redenta di Siberia, ros. Сибирский легион спасения) – włoska antybolszewicka formacja wojskowa na Syberii działająca w czasie wojny domowej w Rosji.
Legion został uformowany latem 1918 roku w Mandżurii spośród byłych jeńców wojennych z armii austro-węgierskiej pochodzenia włoskiego, którzy podczas I wojny światowej zostali wzięci do rosyjskiej niewoli. Dołączyło do nich ok. 300 Włochów z Batalionu Savoia, którzy walczyli wcześniej z wojskami bolszewickimi w rejonie Samary i Krasnojarska. Liczebność Legionu osiągnęła ok. 2,5 tys. ludzi. Wielu z nich było pochodziło z ziem położonych poza granicami ówczesnych Włoch, takich jak Istria, Dalmacja, czy Trydent. Mieszkańcy tych krain charakteryzowali się silnymi poglądami nacjonalistycznymi. Dowództwo objął major Cosma Manera. Legion wszedł w skład Włoskiego Legionu Ekspedycyjnego na Dalekim Wschodzie, stacjonującego we włoskiej koncesji miasta Tiencin. Po przeszkoleniu Włosi zostali przeniesieni na Syberię, gdzie przede wszystkim ochraniali wraz z Korpusem Czechosłowackim strategiczną Kolej Transsyberyjską. Rejonami ich działań były okolice Irkucka i Władywostoku. W listopadzie 1919 roku Legion został wycofany drogą morską do Włoch.